# Rezolucija Vijeća sigurnosti UN-a 1613
Rezolucijom Vijeća sigurnosti UN-a 1613, jednoglasno usvojenom 26. srpnja 2005., nakon pozivanja na rezolucije 827 (1993.), 1166 (1998.), 1329 (2000.), 1411 (2002.), 1431 (2002.), 1481 (2003.), 1503 (2003.), 1534 (2004.) i 1597 (2005.), Vijeće je Općoj skupštini proslijedilo popis kandidata za privremene suce Međunarodnog kaznenog suda za bivšu Jugoslaviju (MKSJ) na razmatranje. 
Popis od 34 kandidata koji je primio glavni tajnik Kofi Annan, a koji je bio manji od minimalnog broja kandidata propisanog Statutom MKSJ-a, bio je sljedeći:
- Tanvir Bashir Ansari (Pakistan)
- Melville Baird (Trinidad i Tobago)
- Frans Bauduin (Nizozemska)
- Giancarlo Roberto Belleli (Italija)
- Ishaq Bello (Nigerija)
- Pedro David (Argentina)
- Ahmad Farawati (Sirija)
- Elizabeth Gwaunza (Zimbabve)
- Burton Hall (Bahami)
- Frederik Harhoff (Danska)
- Frank Höpfel (Austrija)
- Tsvetana Kamenova (Bugarska)
- Muhammad Muzammal Khan (Pakistan)
- Uldis Kinis (Latvija)
- Raimo Lahti (Finska)
- Flavia Lattanzi (Italija)
- Antoine Mindua (Demokratska Republika Kongo)
- Jawdat Naboty (Sirija)
- Janet Nosworthy (Jamajka)
- Chioma Egondu Nwosu-Iheme (Nigerija)
- Prisca Matimba Nyambe (Zambija)
- Michele Picard (Francuska)
- Brynmor Pollard (Gvajana)
- Árpád Prandler (Mađarska)
- Kimberly Prost (Kanada)
- Sheikh Abdul Rashid (Pakistan)
- Vonimbolana Rasoazanany (Madagaskar)
- Ole Bjørn Støle (Norveška)
- Krister Thelin (Švedska)
- Klaus Tolksdorf (Njemačka)
- Stefan Trechsel (Švicarska)
- Abubakar Bashir Wali (Nigerija)
- Tan Sri Dato Lamin Haji Mohd Yunus (Malezija)

## Vanjske poveznice
| Wikizvor | Engleski Wikizvor ima izvorni tekst na temu: United Nations Security Council Resolution 1613 |

- Text of the Resolution at undocs.org